# J. C. Ryle
John Charles Ryle, comumente referido com J. C. Ryle foi um clérigo inglês, e o primeiro bispo da diocese da Igreja da Inglaterra em Liverpool.
Ryle era filho de John Ryle, um rico comerciante e banqueiro em Macclesfield; John Charles Ryle foi o primeiro filho homem depois de duas irmãs, por isso era considerado naturalmente sucessor de seu pai. Por conta disso, foi educado em Eton e em Christ Church, em Oxford.
Em Oxford, foi um atleta refinado que remava e jogava críquete pela Universidade de Oxford, onde alcançou um nível de primeira classe em História e Filosofia Greco-Romana tanto antiga quanto moderna e a ele foi oferecido uma comunhão universitária (posição de ensino) que ele declinou. Ele estava destinado para a carreira em política antes de responder ao chamado para o ministério ordenado.
Ele foi espiritualmente despertado em 1838 enquanto ouvia a leitura de Efésios 2 em uma das capelas de Oxford, porem, ele concluiu seus estudos e pretendia seguir sua carreira, até que em junho de 1841, o banco de seu pai veio à falência, levando a família de Ryle á pobreza e as dividas. J. C. Ryle, sem condições de manter-se nem a si nem sua família, e não querendo envolver-se mais em política, considera a possibilidade de tornar-se clérigo. Ele é ordenado pelo Bispo Sumner em Winchester em dezembro de 1842.   
Depois de sustentar um pastorado em Exbury, Hampshire, ele tornou-se reitor (pastor presidente) da Igreja de São Thomas, Winchester (1843), reitor da Igreja de Helmingham, Suffolk (1844), vigário da Igreja de Stradbroke (1861), cânon honorário da Igreja de Norwich (1872), e deão da Igreja de Salisbury (1880). Durante esse período todo, Ryle preocupou-se por estabelecer igrejas fortes e bem alimentadas da palavra de Deus, mantendo sempre a pregação fiel do Evangelho; Ryle combinou sua presença comandante e defesa vigorosa de seus princípios com graciosidade e calor em suas relações pessoais. Muitos trabalhadores e trabalhadoras compareceram às suas reuniões de pregações especiais, e muitos tornaram-se cristãos. Ryle ficou muito conhecido por defender a doutrina evangélica da Igreja da Inglaterra contrária ao Anglo catolicismo, por meio de diversos tratados e livretos, chegando a ser reconhecido como um dos lideres da chamada "Low Church" (Baixa Igreja) da Inglaterra. Além desses tratados, Ryle procurou sempre escrever material para que o povo pudesse compreender as doutrinas cristãs evangélicas, e escrever diversos livros práticos, como "Santidade", e os "Comentários aos Evangelhos". Contudo, antes de ocupar o último ofício, ele foi avançado para a nova sé de Liverpool, onde permaneceu até sua resignação, que tomou lugar três meses antes de sua morte em Lowestoft.
Ryle deixou diversos escritos, dentre eles estudos, sermões, livros, originalmente escritos na lingua inglesa. Atualmente é possível lê-los em Português por esforços feitos em especial pelo Projeto Ryle, atualmente extinto. O Projeto Castelo Forte atualmente traz alguns recursos traduzidos, incluindo áudio livros dos sermões para crianças.

## Bispado

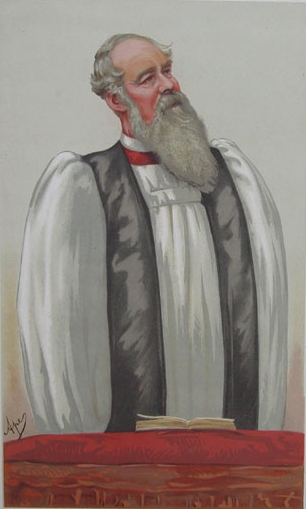
John Charles Ryle, por Carlo Pellegrini, 1881.

Sua nomeação para Liverpool foi recomendação do primeiro-ministro, que estava deixando a chefia de governo, Benjamin Disraeli. Foi em 1880, com 64 anos de idade, ele tornou-se o primeiro bispo da recém criada diocese da Igreja da Inglaterra em Liverpool. 
Em sua diocese, ele exerceu um ministério de pregação vigoroso e franco, e foi um fiel pastor em seu cargo, exercendo cuidado particular sobre retiradas de ordenação. Ele formou um fundo de pensão para o clericato de sua diocese e construiu mais de quarenta igrejas. A despeito da crítica, ele aumentou e melhorou as receitas do clericato e incentivou a construção de diversas capelas e escolas antes de construir uma catedral para sua nova diocese.
Em 1899, ele decidiu demitir-se do bispado, e efetivamente em 1º de março 1900, aos 83 anos, vindo a falecer em 10 de junho do mesmo ano. Está enterrado na Igreja de Todos os Santos, em Childwall, Liverpool. Seu segundo filho, Herbert Edward Ryle também foi um bispo.